# Adolf Ludwig
Adolf Ludwig (* 27. Juni 1892 in Pirmasens; † 18. Februar 1962 ebenda) war ein deutscher Gewerkschafter und Politiker der SPD.

## Leben und Beruf
Nach dem Besuch der Volks- und Realschule in Pirmasens absolvierte Ludwig eine Schuhmacherlehre, die er mit der Gesellenprüfung abschloss. Seit 1908 war er Vorsitzender der Sozialistischen Arbeiterjugend in Pirmasens und seit 1910 engagierte er sich in der Schuhmachergewerkschaft. Von 1915 bis 1918 war er Soldat im Ersten Weltkrieg. 1918 war er Vorsitzender des Arbeiter- und Soldatenrats in Pirmasens und von 1919 bis 1933 Geschäftsführer des Schuhmacherverbands in Pirmasens.
Er besuchte 1922 die Akademie der Arbeit in Frankfurt am Main und 1924 das Fircroft College in Birmingham zur Fortbildung. Zwischen 1923 und 1924 wurde er vorübergehend aus dem besetzten Gebiet der Pfalz ausgewiesen.
Nachdem er 1933 als Bezirksvorsitzender des Zentralverbandes der Schuhmacher Deutschlands in Pirmasens mehrfach verhaftet worden war, ging er in die Emigration nach Frankreich, wo er bis 1945 in der internationalen Gewerkschaftsbewegung tätig war. Während des Krieges wurde er Mitglied des Komitees »Freien Deutschland« für den Westen (CALPO).
Nach dem Zweiten Weltkrieg kehrte Ludwig nach Deutschland zurück und beteiligte sich an der Gründung der Gewerkschaft Schuh und Leder (spätere Gewerkschaft Leder), deren Vorsitzender für die Pfalz er wurde. 1947 wurde er Landesvorsitzender des DGB Rheinland-Pfalz. Dieses Amt übte er bis 1958 aus. Er gehörte dem Deutschen Rat der Europäischen Bewegung an.
Nach Ludwig ist der Adolf-Ludwig-Ring in seiner Heimatstadt Pirmasens benannt. Sein Sohn Werner war von 1965 bis 1993 Oberbürgermeister von Ludwigshafen am Rhein.

## Politik
Ludwig gehörte seit 1910 der SPD an. Von 1917 bis 1922 war er Mitglied der USPD, anschließend kehrte er zur SPD zurück. Von 1920 bis 1930 war Ludwig ehrenamtlicher dritter Bürgermeister in Pirmasens. Danach war er von 1930 bis 1933 Mitglied des Stadtrats in Pirmasens, Mitglied des Hauptausschusses des bayerischen Städtebunds und 1932/33 Landtagsabgeordneter in Bayern.
1945 wurde er provisorischer Bezirksvorsitzender der SPD in der Pfalz. 1946/47 1. Vorsitzender gemeinsam mit Franz Bögler. Er war 1946/47 Mitglied der Beratenden Landesversammlung des Landes Rheinland-Pfalz und von 1947 bis 1949 Landtagsabgeordneter in Rheinland-Pfalz. Seit der ersten Bundestagswahl gehörte er bis 1961 und erneut vom 6. Januar 1962, als er für Friedrich Wilhelm Wagner nachrückte, bis zu seinem Tode wenige Wochen später dem Deutschen Bundestag an. 1949 wurde er im Wahlkreis Kaiserslautern direkt, ansonsten über die rheinland-pfälzische Landesliste seiner Partei ins Parlament gewählt.